# Paranthrene cyanopis
Paranthrene cyanopis is een vlinder uit de familie wespvlinders (Sesiidae), onderfamilie Sesiinae.
Paranthrene cyanopis is voor het eerst wetenschappelijk beschreven door Durrant in 1915. De soort komt voor in het Oriëntaals gebied.